# عزف الدموع (مسلسل)
عزف الدموع، مسلسل كويتي، من إخراج فراج الفراج.

## الممثلون
شارك في المُسلسل عددًا من الممثلين، منهم:
- إلهام الفضالة.
- شيماء علي.
- بدر الشرقاوي.
- أحمد العونان بدور فرج.
- فؤاد علي.
- غالية الكاشف.
- وليد الضاعن.
- سوزان الفارس.
- شوق (فرقة مسك).
- عبد الإمام عبد الله.
- أحمد مساعد.
- صادق الدبيس.
- عبد الرحمن الخطيب.
- سعود الشويعي.
- سعاد سلمان (أم العنود).